# Adem (província)

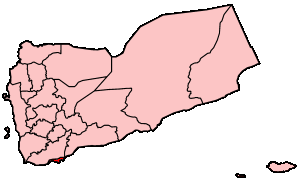
Localização no Iêmen

Adem ou Adém é um moafaza (província) do Iêmen, que inclui a cidade de Adem e a ilha de Socotorá. Em janeiro de 2004 possuía uma população de 590.413 habitantes. Adem já foi capital da República Democrática do Iêmen entre 1967 e 1990.